# Cot Uteuen Srune
Cot Uteuen Srune är en kulle i Indonesien.   Den ligger i provinsen Aceh, i den västra delen av landet, 1 800 km nordväst om huvudstaden Jakarta. Toppen på Cot Uteuen Srune är 174 meter över havet.
Terrängen runt Cot Uteuen Srune är huvudsakligen kuperad, men norrut är den platt. Havet är nära Cot Uteuen Srune åt nordost. Runt Cot Uteuen Srune är det ganska glesbefolkat, med 22 invånare per kvadratkilometer. Närmaste större samhälle är Banda Aceh, 18,7 km väster om Cot Uteuen Srune. Omgivningarna runt Cot Uteuen Srune är en mosaik av jordbruksmark och naturlig växtlighet.